# Washington Township (Gloucester County, New Jersey)
Washington Township ist ein Township im Gloucester County von New Jersey in den Vereinigten Staaten. Das U.S. Census Bureau ermittelte bei der Volkszählung 2020 eine Einwohnerzahl von 48.677.

## Geschichte
Washington Township wurde am 17. Februar 1836 durch einen Akt der Legislative von New Jersey aus Teilen von Deptford Township gegründet. Am 13. März 1844 wurde die Gemeinde offiziell Teil des neu geschaffene Camden County. Monroe Township wurde am 3. März 1859 aus einem Teil des Townships gebildet. Der größte Teil von Washington Township, zusammen mit dem gesamten Monroe Township, wurde am 28. Februar 1871 zurück in das Gloucester County verlegt, wobei die verbleibenden Teile von Washington Township, die noch im Camden County lagen, an Gloucester Township übertragen wurden. Weitere Übertragungen nach Gloucester Township erfolgten 1926 und 1931. Das Township wurde nach George Washington benannt, eine von mehr als zehn Gemeinden im ganzen Bundesstaat, die nach dem ersten Präsidenten benannt wurden. Es ist eine von fünf Gemeinden im Staat New Jersey mit dem Namen Washington Township.

## Demografie
Laut einer Schätzung von 2019 leben in Washington Township 47.753 Menschen. Die Bevölkerung teilt sich im selben Jahr auf in 85,0 % Weiße, 5,9 % Afroamerikaner, 0,2 % amerikanische Ureinwohner, 4,9 % Asiaten, 3,2 % mit zwei oder mehr Ethnizitäten. Hispanics oder Latinos aller Ethnien machten 4,3 % der Bevölkerung aus. Das mittlere Haushaltseinkommen lag bei 97.247 US-Dollar und die Armutsquote bei 3,8 %.
| Bevölkerungsentwicklung Bei den Daten handelt es sich um Volkszählungsergebnisse. | Bevölkerungsentwicklung Bei den Daten handelt es sich um Volkszählungsergebnisse. | Bevölkerungsentwicklung Bei den Daten handelt es sich um Volkszählungsergebnisse. | Bevölkerungsentwicklung Bei den Daten handelt es sich um Volkszählungsergebnisse. | Bevölkerungsentwicklung Bei den Daten handelt es sich um Volkszählungsergebnisse. | Bevölkerungsentwicklung Bei den Daten handelt es sich um Volkszählungsergebnisse. | Bevölkerungsentwicklung Bei den Daten handelt es sich um Volkszählungsergebnisse. | Bevölkerungsentwicklung Bei den Daten handelt es sich um Volkszählungsergebnisse. | Bevölkerungsentwicklung Bei den Daten handelt es sich um Volkszählungsergebnisse. | Bevölkerungsentwicklung Bei den Daten handelt es sich um Volkszählungsergebnisse. |
| --------------------------------------------------------------------------------- | --------------------------------------------------------------------------------- | --------------------------------------------------------------------------------- | --------------------------------------------------------------------------------- | --------------------------------------------------------------------------------- | --------------------------------------------------------------------------------- | --------------------------------------------------------------------------------- | --------------------------------------------------------------------------------- | --------------------------------------------------------------------------------- | --------------------------------------------------------------------------------- |
| Jahr                                                                              | 1940                                                                              | 1950                                                                              | 1960                                                                              | 1970                                                                              | 1980                                                                              | 1990                                                                              | 2000                                                                              | 2010                                                                              | 2020                                                                              |
| Einwohner                                                                         | 2.048                                                                             | 2.496                                                                             | 4.923                                                                             | 15.741                                                                            | 27.878                                                                            | 41.960                                                                            | 47.114                                                                            | 48.559                                                                            | 48.677                                                                            |